# Indian Summer (album)
Pour les articles homonymes, voir Indian Summer.
Albums de Poco
Rose of Cimarron Legend
Indian Summer est le dixième album du groupe américain de pop rock, Poco. Il sort en 1977 chez ABC Records.

## Liste des pistes
| 1.    | Indian Summer                                                                                             | Paul Cotton                          | 4:40  |
| 2.    | Twenty Years                                                                                              | Paul Cotton                          | 3:42  |
| 3.    | Me and You                                                                                                | Timothy B. Schmit                    | 2:44  |
| 4.    | Downfall                                                                                                  | Rusty Young                          | 4:33  |
| 5.    | Win or Lose                                                                                               | Paul Cotton                          | 4:40  |
| 6.    | Living in the Band                                                                                        | Paul Cotton                          | 3:14  |
| 7.    | Stay (Night Until Noon)                                                                                   | Timothy B. Schmit et Noreen Schmit   | 3:22  |
| 8.    | Find Out in Time                                                                                          | Timothy B. Schmit et Robbin Thompson | 3:54  |
| 9.    | The Dance: When the Dance Is Over / Go on and Dance / Never Gonna Stop / When the Dance Is Over (Reprise) | Rusty Young                          | 10:05 |
| 37:17 | |                                      |       |